# Фінал НБА
Фінал НБА (англ. Фінал НБА) — це серія матчів за чемпіонство в НБА. Серія мала назву Світова чемпіонська серія НБА (англ. NBA World Championship Series) до 1986 року.
В цій серії матчів грають дві команди — чемпіони фіналів Заходу та Сходу. Команда, яка здобула перемогу в серії матчів за чемпіонство, отримує Трофей Ларрі О'Браєна. (переможці серії матчів за чемпіонство в період з 1946 по 1977 рік отримували Трофей Волтера А. Брауна)Фінал НБА відбувався в кінці сезону НБА та АБА, перший з яких був в 1947 році.
Починаючи з 1985 року, переможець Фіналу НБА визначався за схемою 2-3-2. Перші та останні дві гри серії команда, яка за підсумками регулярного сезону займала вище місце в турнірній таблиці, грала на домашній арені.

## Історія

### 1947–56: Ранні роки та династія Лейкерс
В першу декаду Міннеаполіс Лейкерс створили першу в НБА династію, здобувши 5 чемпіонств за 6 років під керівництвом головного тренера Джона Кундла, який пізніше потрапив до Баскетбольний Зал слави. В складі команди також був Джордж Майкен, один з найвеличніших гравців в історії НБА. Команда, яка раніше виступала в НБЛ  заклала тенденцію до панування в лізі, особливо коли команда базувалася в місті Міннеаполіс.

### 1957–69: Династія Селтікс
Бостон Селтікс виграли 11 і програли 1 Фінал НБА протягом 13 сезонів (1956–67 та 1968–69 років). Вони виграли 8 поспіль фіналів в період з 1959 до 1966.
Селтікс та Лейкерс в сумі разом потрапляли до 19 з можливих 26 фіналів НБА протягом 13 сезонів (1956–67–1968–69). Ці команди зустрічалися 6 разів в фіналі, в період 8 поспіль виграних Бостоном. Цей період включає один сезон (1958–1959), коли Лейкерс ще базувалися в місті Міннеаполіс, що стало найдовшою серією сезонів (14), під час яких команди в 65% випадках потрапляли до фіналу НБА, друга за протяжністю така серія в 10 сезонів відбулася пізніше (1979–80 та 1988–89 роки), коли Селтікс та Лейкерс доходили до фіналів 13 разів. 
З заснуванням династії Селтікс в 1957 році, Білл Расселл став зіркою ліги. Результат сьомої гри Фіналу НБА вирішився на користь Селтікс в останні секунди другого овертайму. В більшості фіналів кінця 1950-х та 1960-х років, Селтікс мали перевагу над командою Вілта Чемберлейна.
В 1964 році, Вілт Чемберлейн, який разом з командою (яка мала назву Філадельфія Ворріорс) переїхав до штату Каліфорнія, привів оновлену Сан-Франциско Ворріорс до чемпіонства Західної Конференції НБА, але цей колектив не зміг перемогти Селтікс в фіналі. У наступному сезоні, він приєднався до команди Філадельфія Севенті-Сіксерс, яка називалася Сіракуз Нейшиналс, змінивши назву після переїзду на вакантне місце в місто Філадельфія, після від'їзду звідтіля Ворріорс.
В плейоф 1966 року, відбулося протистояння команд двох зіркових гравців  — Чемберлейна та Расселла, в підсумку виграв Бостон  з рахунком серії 4–1. Тренер Чемберлейна наголошував йому, щоб він грав в команду, а не індивідуальну гру, уникаючи подвійного захисту. В результаті його новосформований командний дух, в наступному сезоні привів його разом з командою до нового в ті часи рекорду НБА - 68 перемог, в підсумку вони здолали Селтікс, а після цього виграли і Фінал.
В плейоф 1968 року, Бостон зі складнощами зміг виграти у Філадельфія, незважаючи на рахунок в серії матчів 3-1 на користь Севенті-Сіксерс, завдяки чому Селтікс потрапили до Фіналу. В Фіналі вони вшосте поспіль здолали Лос-Анджелес Лейкерс, з підсумковим рахунком в серії матчів 4-2.
В плейоф 1969 року, Селтікс очікували навіть більші труднощі. Бостон була командою з великою кількістю вікових та травмованих гравців. Вони ледве кваліфікувалися до плейоф, зайнявши четверте місце в таблиці Сходу. Лейкерс, які в міжсезонні підписали Чемберлейна, Веста та Елджина Бейлора, виграли все на Заході і були фаворитами серії і фіналу плейоф, вперше після переїзду до Лос-Анджелесу. Лейкерс виграли перші дві гри серії проти на свої домашній арені Форум (Інглвуд). Однак, коли серія матчів перейшла на арену Бостон Гарден, Селтікс перемогли в третій грі з рахунком 110–105. Четверта гра стала поворотною точкою в серії, під час якою Лейкерс вели в рахунку 87-86 і володіли м'ячем за 10 секунд до кінця матчу. Але після втрати м'яча, Сем Джонс виконав кидок, в результаті м'яч пострибавши по кільцю все-таки втрапив в кошик, в результаті Селтікс  виграли з рахунком 88-87, що дозволило їм зрівняти рахунок в серії матчів. П'ята гра проводилася на арені Форум, повернувши перевагу домашньої арени Лейкерс, чим вони і скористалися, але програли 6 гру Селтікс з рахунком 99–90 Селтікс, в якій Чемберлейн здобув лише 2 очка. Заключна 7 гра проводилася 5 травня; тодішній власник Лейкерс Джек Кент Кук розпорядився розвісити надувні кульки по арені Лейкерс в знак майбутньої перемоги. Коли Джеррі Вест побачив кульки, то розлютився, в той час як Рассел використав їх образ як натхнення для своєї команди. Помітивши, що у Веста болить стегно і підколінне сухожилля, Расселл наказав своїй команді використовувати швидкий прорив при будь-якій можливості, що дозволило їм захопити лідерство на початку матчу. Вони стримали шалений натиск Лейкерс, в підсумку отримавши перемогу в матчі з рахунком 108–106, здобувши 11 чемпіонство за 13 років. Ця гра стала останньою демонстрацією велично першої династії Селтікс.

### 1970–79: Декада паритету
В 1970-х роках було зафіксовано 8 різних команд які здобували чемпіонство, включаючи по дві перемоги Селтікс та Нікс.
В фіналі 1970 року, відбулося класичне протистояння Нью-Йорк Нікс з Лейкерс. В кінці третього матчу, рівної на той час серії, Джеррі Вест влучив кидок з дистанії в 60 футів (приблизно 18 м), який зрівняв рахунок в матчі, це кидок згодом став одним з найвідоміших в історії. Попри це, Нікс виграли в овертаймі і продовжили свій успіх до переможного рахунку в серії матчів фіналу 4–3, але це не зломило Лейкерс. Лише двома сезонами пізніше, команда встановила рекорд НБА по кількості виграних поспіль ігор - здобувши перемогу в 33 матчах. По завершенні цього сезону, вони встановили, на той час, ще і рекорд за кількістю виграних матчів за сезон - 69. Лейкерс нарешті, привезли додому здобуте чемпіонство, вперше з часів базування команди в місті Міннеаполіс. Нікс знову здобули чемпіонство в 1973 році, майже так само як і в перший раз.
Чемпіонство в 1974 році дісталося команді Селтікс, гравці якої показали відмінну командну роботу і стійкість в Фіналі.
Наприкінці 1970-х років були характерні значні здобутки для команд Заходу. В 1975 році, завершивши сезон з показником 48–34, Голден-Стейт Ворріорс легко розібралися з командою-фаворитом Вашингтон Буллетс в Фіналі НБА 1975 року, з підсумковим рахунком серії матчів 4–0. 
В 1976 році відбувся розквіт команди Фінікс Санз. Будучи в лізі лише 8 років, вони подолали серію поразок на початку сезону, щоб закінчити сезон серією перемог з показником 42–40. Ці події увінчалися перемогами на Сієтлом та Голден-Стейт. В фіналі проти Бостона, команди виграли кожна по дві гри з чотирьох. П'ята гра завершилася з трьома овертаймами і підсумковою перемогою Бостона з рахунком 128–126. Двома днями пізніше, в шостій грі, Селтікс обіграли Фінікс з рахунком 87-80, здобувши таким чином своє 13 чемпіонство.
Іншими командами, які здобули своє перше чемпіонство наприкінці 1970-х років були: Портланд Трейл-Блейзерс в 1977 та Сієтл СуперСонікс в 1979 році. Портланд переміг в фіналі команду-фаворита Філадельфія Севенті-Сіксерс, в складі якої був Джуліус Ірвінг. Хоча Вашингтон Буллетс перемогли Сієтл Фіналі НБА 1978 року, Сієтл зміг помститися Буллетс в наступному році, завоювавши таким чином свій перший титул чемпіонів.

### 1980–90: Суперництво Селтікс–Лейкерс
В період з 1980 по 1989 рік, Селтікс та/або Лейкерс грали в кожному Фіналі НБА. В цей період Лейкерс здобули 5 титулів чемпіонів (1980, 1982, 1985, 1987, 1988 року); Селтікс здобули  - 3 (1981, 1984, 1986 року); Пістонс - 2 (1989 та 1990 року); Севенті-Сіксерс - одне (1983 року).
Фіналі NCAA 1979 року, був примітний зустріччю університетських команд штату Мічиган Штату, у складі якої грав Меджик Джонсон, та Індіана, у складі якої грав Ларрі Берд. Мічиган здобув перемогу. Ця зустріч була увічнена; насправді, вона привернула найбільшу кількість глядачів ТБ до гри фіналу NCAA, в підсумку набравши 38 відсотків від усіх телеглядачів в ніч проведення гри.
Берда фактично задрафтували роком раніше, але потім вирішили залишити його на рік в університеті, і дві суперзірки потрапили до ліги в 1979 році, пізніше привівши свої команди до вражаючих висот. Джонсон з Лейкерс дійшов до Фіналу НБА 1980 року, команда вела в серії матчів 3–2, але Карім Абдул-Джаббар не зміг зіграти в шостій грі через травму. Джонсон перемістився на позицію центрового, зігравши на кожній позиції на майданчику і здобувши 42 очка, що допомогло його команді виграти чемпіонство, і стало чудовим прикладом продуктивності гравця в історії спорту.
Бостон виграв Фінал НБА 1981 в серії матчів з Х'юстоном, завдяки Берду, і панування Селтікс продовжувалося в наступні роки, здобувши багато титулів Атлантичного Дивізіону.
Філадельфія, під проводом Мозеса Мелоуна та Джуліуса Ірвінга, виграла Фінал НБА 1983 року, програвши лише один матч протягом всього плейоф, в чисту перегравши Лейкерс. (Мелоун передбачив раніше, що вони будуть вигравати кожну серію матчі в чисту.) Однак, у Фіналі НБА 1984 року, Селтікс та Лейкерс зустрілися в фіналі вперше, починаючи з 1969 року, і знову, завдяки продуктивності Берда, Селтікс обіграли Лейкерс з підсумковим рахунком в серії матчів 4–3. Сьома гра цього фіналу привернула найбільшу кількість глядачів ТБ за всю історію матчів НБА, і другою в історії баскетбольних ігор, поступившись грі двох зірок п'ятьма роками раніше. Це був останній Фінал НБА, який грався за схемою матчів 2–2–1–1–1.
У Фіналі НБА 1985 року, Лейкерс нарешті змогли перемогти Селтікс вигравши 6-ти матчевій серії, таким чином помстившись за 8 останніх програшів у фіналах. Зазнавши розгромної поразки в першому матчі з рахунком 148–114, матч пізніше отримав назву "День пам'яті різанини", після цього вони перемогли в 4 з 5 матчів, включаючи заключну шосту гру на арені Бостон Гарден, нарешті завершивши свою довгу серію з розчарування і поразок у фіналі. Це був перший фінал, який був зіграний по сучасній схемі матчів 2–3–2, яку запропонував Ред Ауербах Девіду Стерну для того, щоб скоротити кількість поїздок між Бостоном та Лос-Анджелесом.
В Фіналі НБА 1986 року Селтікс обіграли Рокетс. Бостон виграв в 6-ти матчевій серії, отримавши свій 16-й титул, при цьому Ларрі Берд отримав вдруге звання Найціннішого гравця Фіналу НБА.
В Фіналі НБА 1987 року, Лейкерс та Селтікс знову зустрілися. Обидві команди вигравали фінал одна в одної по разу за декаду. Лейкерс виграли перші дві гри, але Бостон переміг в третій. В четвертій грі серії, Меджик Джонсон влучив кидок скай-хук за дві секунди до кінця матчу, в результаті Лейкерс повели в рахунку 107–106 і серії 3–1. Вони програли п'ятий матч, але перемогли в шостому - здобувши титул чемпіонів.
В 1988 та 1989 році, підстаркуваті Селтікс не змогли пройти до Фіналу, в той час як Лейкерс та Пістонс стали найкращими в своїх конференціях. Фінал НБА 1988 року виграли Лейкерс у Пістонс з рахунком в серії матчів 4–3, але Пістонс розібралися з Лейкерс в Фіналі НБА 1989 року. В Фіналі НБА 1990 року, Детройт переграв Блейзерс з рахунком в серії 4-1, в результаті прізвисько "Погані Хлопці" закріпилося за Пістонс через їх грубу, силову манеру гри.

### 1991–98: Династія Буллз
В 1990-х роках, команда Чикаго Буллз провела дві серії триразового виграшу титулу поспіль. Також, в ці роки Рокетс двічі вигравали і програвала Фінал. Все розпочалося з виграшу Пістонс свого другого чемпіонства.
Головною особливістю 1990-х було панування династії Чикаго Буллз, яке закінчилося в 1998 році. Під керівництвом головного тренера Філа Джексона та під проводом суперзірки Майкла Джордана, Буллз виграли 6 чемпіонств в період з 1991 по 1998 рік. За підтримки Скотті Піппена та Денніса Родмана, Джордан здобував звання Найціннішого гравця Фіналу НБА в кожний виграний фінал. Найбільш пам'ятним став Фінал НБА 1993 року, в якому фани змогли подивитися на протистояння Джордана та Найціннішого гравця регулярного сезону (та близького друга Майкла) Чарльза Барклі.
Буллз виграли перші дві гри в Фініксі, відповідно з рахунком 100–92 та 111–108. Санз виграли третій матч серії 129–121 в третьому овертаймі, але Чикаго Буллз виграли четвертий матч з рахунком 111–105, в якому Джордан здобув 55 очок, що стало другим результатом в історії фіналів плейоф за кількістю очок гравця (це досягнення також підкорялося Ріку Баррі). Санз виграли п'яту гру з рахунком 108–98, в результаті серія переїхала до Фінікса, але Буллз виграли 6 матч (і серію) з рахунком 99–98, завдяки реалізованому Джоном Паксоном трьох-очковому кидку, в результаті чого команда стала лише третьою за історію НБА, яка виграла три фінали поспіль.
Х'юстон Рокетс, під проводом Хакіма Оладжьювона, виграли Фінал НБА 1994 та Фінал НБА 1995 року. Оладжьювон домінував в лізі протягом цих двох сезонів, а також став єдиним гравцем в історії НБА, який здобув звання: Найцінніший гравець НБА, Найкращий захисний гравець, Найцінніший гравець Фіналу НБА в один сезон (1993–1994). Це був єдиний рік, в який серії матчів фіналів НБА і НХЛ визначили переможця в сьомому матчі, а також мали представника в обох лігах з одного міста. Рокетс перемогли в сьомій грі Нью-Йорк, що не дозволило цьому місту отримати титули з НБА і НХЛ в один рік, так як Нью-Йорк Рейнджерс виграли Кубок Стенлі 1994 року.
Рокетс обіграли Орландо Меджик в Фіналі НБА 1995 року; Оладжьювон отримав звання Найцінніший гравець Фіналу НБА. Рокетс стали лише п'ятою командою в історії НБА, яка здобувала 2 чемпіонства поспіль.
Після короткої кар'єри бейсболіста, Джордан повернувся до баскетболу в кінці сезону 1994–95 року (17 березня). Хоча ці і не допомогло команді пробитися до Фіналу, так як до своєї ігрової форми Майкл повернувся в наступному році, в якому Буллз підписали контракт з Деннісом Родманом, в результаті Буллз провели один з найбільш пам'ятних сезонів НБА. Сезон 1996–96 року завершився з показником 72–10, рекордом який ще жодна команда не змогла ні побити, ні повторити. Вони панували і в плейоф, завершивши серії матчів з рахунками 3–0, 4–1 та 4–0, в фіналі здолавши Сієтл СуперСонікс з рахунком серії 4-2.
Фіналі НБА 1997 та Фіналі НБА 1998 року, Буллз зустрічалися з командою Юта Джаз. Під проводом зіркових Джоном Стоктоном та Карлом Мелоуном, Джаз програли обидва Фінали Буллз з однаковим рахунком в серії матчів 4-2. В обох серіях, Чикаго вигравав за рахунок вирішальних кидків в кінцівках шостого матчу - перший реалізував Стів Керр в 1997 році, другий - Джордан в 1998 році. Хоча лише Джордан, Піппен та Джексон мали відношення до усіх 6 титулів команди, династія Буллз мала низку гравців, які допомагали їй. Хорас Грант, Білл Картрайт, Джон Паксон, Бі Джей Армстронг та інші допомагали команді в її поході за титулами чемпіонів. Перед початком сезону 1999—2000 року, Джексон вирішив відійти від справ у баскетболі і відпочити, що призвело до ланцюгової реакції і команду покинули гравці, включаючи Джордана та Піппена. Не маючи основи для побудови команди з "нуля", Буллз не змогли отримати гравців з драфту в наступні 6 років.

### 1999–2010: Панування Лейкерс/Сперс
В цей період Лос-Анджелес Лейкерс та Сан-Антоніо Сперс разом в сумі виграли 11 з 12 титулів чемпіонів Західної Конференції та 9 титулів чемпіонів НБА.
В Плейоф НБА 1999 року, Сперс провели з сумарним рахунком матчів серії 15–2, включаючи безпрограшні серії з Трейл-Блейзерс та Лейкерс. Маючи гравців, відмінно граючих в захисті, під проводом Девіда Робінсона та Тіма Данкана, Сан-Антоніо в середньому пропускало 84.7 очок за матч, що стало найкращим результатом за останні роки в плейоф. В Фіналі НБА 1999 року Сперс зустрілися (і перемогли) з Нью-Йорк Нікс, яка стала першою командою за історію, що зайняла восьме місце в Конференції та потрапила до Фіналу НБА. В період з 2003 по 2008 рік, Сан-Антоніо виграло ще 3 титули. В Фіналі НБА 2003 року, Сперс перемогли Нетс з рахунком в серії матчів 4-2. Цей Фінал також відзначив першу зустріч команд, які раніше виступали в АБА. В заключній шостій грі, Данкану не вистачило лише 2 блокшотів до першого в історії Фіналу НБА квадрупл-даблу, завершивши матч з 22 очками, 20 підбираннями, 10 передачами та 8 блокшотами. Сперс перемогли Детройт Пістонс з рахунком 4-3 в серії Фіналу НБА 2005 року, а також Клівленд Кавальєрз в Фіналі НБА 2007 року. Данкан  отримував звання Найціннішого гравця Фіналу НБА в 1999, 2003 та 2005 році. У 2007 році це звання отримав його партнер по команді Тоні Паркер, ставши таким чином першим європейцем лауреатом цієї нагороди.
В період з 2000 по 2002 рік, Лейкерс, під проводом Шакіла О'Ніла та Кобі Браянта, вигравали Фінал НБА без особливих перешкод. О'Ніл отримав звання Найціннішого гравця Фіналу НБА тричі поспіль. Перший фінал вони виграли у команди Індіана Пейсерз, яку здолали в 6-ти матчевій серії. Наступний Фінал НБА 2001 року Лейкерс виграли у команди Філадельфія Севенті-Сіксерс, під проводом Аллена Айверсона, провівши бездоганну серію плейоф з підсумковим рахунком 15–1. В Плейоф НБА 2002 року, Лейкерс продовжили своє панування в чисту обігравши Портланд Трейл-Блейзерс в першому раунді та Сперс з рахунком в серії 4-1, але були позаду 2-3 в наступному раунді, поступаючись Сакраменто Кінґс в Фіналі Конференції. Шоста гра ознаменувалася спірними моментами на користь Лейкерс, які критикувалися рішення суддів; Лейкерс зрівняли рахунок в серії і перемогли в вирішальній грі в овертаймі з перевагою в шість очок. В Фіналі НБА 2002 року, Лейкерс в чисту обіграли Нью-Джерсі Нетс (під проводом Джейсона Кідда). Лейкерс мали перевагу майже в кожній грі. 
Перед сезоном 2004 року, зірки-ветерани Гарі Пейтон та Карл Мелоун підписали контракт з Лейкерс. Разом з Браянтом та О'Нілом, вони сформували команду, яка на думку багатьох експертів в ті часи, мала стати найкращою за всі часи НБА, ставши фаворитами в боротьбі за чемпіонство. Однак, Детройт Пістонс, під керівництвом головного тренера Ларрі Брауна, змогли засмутити Лейкерс в 5-ти матчевій серії Фіналу, ставши першою командою зі Східною Конференції починаючи з 1998 року, яка здобула чемпіонство НБА. Чонсі Біллапс отримав звання Найціннішого гравця Фіналу НБА. Пістонс стали також першою командою, яка здобула перемогу в усіх 3 домашніх матчах Фіналу. Детройт також проходив до Фіналу Східної Конференції в наступні три роки, але програвав їх Маямі Гіт, Клівленд Кавальєрз та Бостон Селтікс. 
Фінал НБА 2006 охарактеризувався протистоянням Маямі Гіт та Даллас Маверікс. Це був перший Фінал НБА починаючи з 1971 року, в якому вперше зустрілися команди з Західної та Східної Конференції, які жодного разу за свою історію не грали в Фіналі НБА. Під проводом майбутнього Найціннішого гравця Фіналу Двейном Вейдом, тренером Петом Райлі та центровим Шакілом О'Нілом, поворотною точкою в третій грі, в якій Гіт відіграли 13-очкове відставання менш ніж за 6 хвилин до кінця матчу і перемогли з рахунком 98–96. Таке стало можливо завдяки 12 очкам Вейда в останні 6 хвилин матчу та влучному кидку на останніх секундах Гарі Пейтона, який проводив свій третій Фінал НБА. Маямі виграло всі 3 свої домашні гри, в двох з яких вони відігралися в четвертій чверті завдяки Вейду; Гіт здобули своє перше чемпіонство НБА, перемігши в шостій грі. В Фіналі 2008 року, Східна Конференція була представлена командою Бостон Селтікс, а Західна Конференція - Лейкерс. Це відкрило нову сторінку в протистоянні цих двох команд в Фіналах, і стало 11 зустріччю цих команд в Фіналі НБА, вперше з 1987 року. Селтікс перемогли Лейкерс з рахунком в серії 4-2, мали в складі так звану "Велику Трійцю" суперзірок, в яку входили: Пол Пірс, Рей Аллен та Кевін Гарнетт.
Лейкерс реваншувалися за поразку в 2008 році, здобувши перемогу в Фіналі 2009, в якому вони зустрілися з Орландо Меджик, під проводом лауреата нагороди Найкращий захисний гравець 2009 Двайта Говарда. Орландо стали першою командою, яка здолала Бостон Селтікс в семи-матчевій серії, програючи по ходу серії матчів 3-2. Селтікс виграли 32 і жодної (32-0) не програли серії матчів, в яких вони були попереду 3-2, а також 17–3, якщо 7 гра проводилася на їх домашній арені - всі ці показники були поразки Меджик. В Фіналі Конференції, Орландо обіграли найкращу команду Сходу (яка за сезон виграла 66 матчів) Клівленд Кавальєрз, під проводом Найціннішого гравця регулярного сезону Леброна Джеймса, з рахунком в серії матчів 4-2, в кінцевій зустрічі Говард здобув 40 очок. Тим часом, Лейкерс переграли Юту Джаз з рахунком в серії 4-1, Х'юстон Рокетс- з рахунком 4-3, таDenver Nuggets - з рахунком 4-2. Кобі Браянт та Двайт Говард, капітани команд, партери по команді національної збірної США по баскетболу, з якою вони здобули золоті медалі на Літній Олімпіаді 2008. Кожен з цих двох гравців перемогли команди інших своїх партнерів по збірній в фіналах Конференції: Браянт з Лейкерс перемогли Кармело Ентоні з Денвер Наггетс, а Говард  з Меджик - Леброна Джеймса з Клівленд Кавальєрз. Лос-Анджелес переміг Орландо в п'яти матчевій серії, в результаті Браянт здобув звання Найціннішого гравця Фіналу НБА. 
Лейкерс знову зустрілися з Селтікс в Фіналі НБА 2010 року. Лейкерс були позаду в серії 3-2, але змогли виграти останні 2 матчі на домашній арені, в результаті Селтікс, вперше за історію існування команди, програли в семи матчевій серії в Фіналі НБА. Кобі Браянт знову здобув звання Найціннішого гравця Фіналу НБА. Включаючи перемогу в 2009 році, головний тренер Лейкерс Філ Джексон в підсумку здобув за свою кар'єру 11 чемпіонств, обійшовши таким чином за цим показником Реда Ауербаха. Джексон також обійшов Ауербаха та тренера з НХЛ Скотті Боумена за кількістю отриманих титулів чемпіона як головний тренер команди в провідній лізі Американського спорту.

### 2011–понині
Фінал НБА 2011 став своєрідним матч-реваншем Фінал НБА 2006, в якому знову зустрілися Маямі Гіт та Даллас Маверікс. Гіт були під проводом капітана команди Двейна Вейда, Леброна Джеймса, який перейшов з Клівленд Кавальєрз, Кріса Боша з Торонто Репторз; обидва перейшли в команду на правах вільного агента. Маверікс знову були під проводом капітана Дірка Новіцкі та Джейсона Террі. Маверікс здолали Гіт в шести матчевій серії, вигравши таким чином титул чемпіона НБА, вперше за історію існування команди. Новіцкі здобув звання Найціннішого гравця Фіналу НБА, в той час як Джеймс отримав велику порцію критики за недостатню продуктивність в заключній і важливій четвертій чверті кожного матчу серії.
Гіт знову потрапили до Фіналу НБА 2012 - цього разу їм протистояла команда Оклахома-Сіті Тандер. В серії матчів, зустрілися володар 3 титулів Найціннішого гравця регулярного сезону Леброн Джеймс та його опонент володар 3 титулів  Найрезультативніший гравець НБА Кевін Дюрант, жоден з цих гравців до цього фіналу не здобував чемпіонство за свою кар'єру. Гіт виграли серію матчів з рахунком 4–1, а Джеймса нагородили званням Найціннішого гравця Фіналу НБА.

## Виступи в Фіналі
Статистика показана нижче відображає кількість перемог та поразок серій матчів, а не матчів як таких.
| #  | Команда                     | В  | П  | %     | Останній виступ | Останній здобутий титул | Примітки |
| -- | --------------------------- | -- | -- | ----- | --------------- | ----------------------- | --- |
| 31 | Лос-Анджелес Лейкерс        | 16 | 15 | .516  | 2010            | 2010                    | 1 НБЛ титул та 5 НБА титулів у команди Міннеаполіс Лейкерс; 2 серії триразового виграшу титулу поспіль: одна за командою Міннеаполіс Лейкерс в період 1952-54 років та одна за командою Лос-Анджелес Лейкерс в період 2000—2002 років. Лейкерс виграли 11 і програли 14 титулів чемпіонів НБА, коли команда базувалася в місті Лос-Анджелес. |
| 21 | Бостон Селтікс              | 17 | 4  | .809  | 2010            | 2008                    | Здобували 8 поспіль титулів чемпіонів в період 1959—1966 років. Перші 14 здобутих титулів були Трофеями Волтера А. Брауна, решта — Трофеями Ларрі О'Браєна. |
| 9  | Філадельфія Севенті-Сіксерс | 3  | 6  | .333  | 2001            | 1983                    | 1-2 як команда Сіракуз Нейшиналс. |
| 8  | Нью-Йорк Нікс               | 2  | 6  | .250  | 1999            | 1973                    | в 1999 році, стали першою командою, що досягнула Фіналу, при цьому зайнявши лише 8 місце в конференції. |
| 7  | Детройт Пістонс             | 3  | 4  | .428  | 2005            | 2004                    | 0-2 як команда Форт Вейн Пістонс. |
| 6  | Чикаго Буллз                | 6  | 0  | 1.000 | 1998            | 1998                    | Всі перемоги з головним тренером Філом Джексоном та гравцями: Майкл Джордан і Скотті Піппен. Дві серії триразового виграшу титулу поспіль: 1991-93 роки та 1996-98 роки. |
| 6  | Голден-Стейт Ворріорс       | 3  | 3  | .500  | 1975            | 1975                    | 2-1 як команда Філадельфія Ворріорс; 0-2 як команда Сан-Франциско Ворріорс; 1-0 як команда Голден-Стейт Ворріорс. |
| 4  | Сан-Антоніо Сперс           | 4  | 0  | 1.000 | 2007            | 2007                    | Всі перемоги з головним тренером Греггом Поповичем та Важким Форвардом/Центровим Тімом Данканом. Виграли 3 чемпіонство за 6 років (2003, 2005, 2007). |
| 4  | Х'юстон Рокетс              | 2  | 2  | .500  | 1995            | 1995                    | 2 чемпіонства з центровим Хакімом Оладжьювоном (який отримав звання найціннішого гравця фіналу в обох чемпіонських серіях) та головним тренером Руді Том'яновичем. |
| 4  | Атланта Гокс                | 1  | 3  | .250  | 1961            | 1958                    | Всі появи в фіналі як команда з міста Сент-Луїс. |
| 4  | Вашингтон Візардс           | 1  | 3  | .250  | 1979            | 1978                    | 0-1 як команда Балтімор Буллетс, 1-2 як команда Вашингтон Буллетс. |
| 3  | Сієтл СуперСонікс           | 1  | 2  | .333  | 1996            | 1979                    | Програли в сьомій грі Фіналу НБА 1978 року на останніх хвилинах. |
| 3  | Маямі Гіт                   | 2  | 1  | .667  | 2012            | 2012                    | Всі здобуті перемоги за участі Двейна Вейда. Зустрілися з Маверікс в 2006 (виграли на виїзді в 6-матчевій серії) та 2011 (програли вдома в 6-матчевій серії). Виграли Фінал 2012 року з рахунком 4-1, після першого програного матчу. |
| 3  | Портланд Трейл-Блейзерс     | 1  | 2  | .333  | 1992            | 1977                    | Програли перші 2 гри Філадельфії, але потім виграли 4 поспіль, три з яких проходили в Портланді, під проводом теперішнього члена Баскетбольного Зала слави НБА Білла Волтона. |
| 2  | Даллас Маверікс             | 1  | 1  | .500  | 2011            | 2011                    | Програли в Фіналі 2006 року, але перемогли в Фіналі 2011 року Маямі Гіт. |
| 2  | Мілвокі Бакс                | 1  | 1  | .500  | 1974            | 1971                    | Вигравали з такими гравцями в складі: Оскар Робертсон та Льюїс Алсіндор (відомим як Карім Абдул-Джаббар). |
| 2  | Бруклін Нетс                | 0  | 2  | .000  | 2003            | Жодного                 | Виграли 2 титули АБА в 1974 та 1976 роках, але програли Фінал АБА 1972 року як команда Нью-Йорк Нетс. Двічі потрапляли до Фіналу НБА як команда Нью-Джерсі Нетс. |
| 2  | Орландо Меджик              | 0  | 2  | .000  | 2009            | Жодного                 | Програвали Рокетс в 1995 році та Лейкерс в 2009 з однаковим рахунком в серії 4-1. |
| 2  | Фінікс Санз                 | 0  | 2  | .000  | 1993            | Жодного                 | |
| 2  | Юта Джаз                    | 0  | 2  | .000  | 1998            | Жодного                 | Обидві появі в фіналі разом з головним тренером Джеррі Слоаном та гравцем Карлом Мелоуном і Джоном Стоктоном в серії проти Буллз. |
| 1  | Сакраменто Кінґс            | 1  | 0  | 1.000 | 1951            | 1951                    | Виграли титул чемпіонів НБЛ в 1946 році. Виграли в дебютній появі в Фіналі НБА як команда Рочестер Роялс. |
| 1  | Клівленд Кавальєрз          | 0  | 1  | .000  | 2007            | Жодного                 | Програли в єдиній і дебютній появі в Фіналі НБА. |
| 1  | Індіана Пейсерз             | 0  | 1  | .000  | 2000            | Жодного                 | Команда здобула три чемпіонства АБА (1970, 1972, 1973), а також програла два (1969, 1975). |
| 1  | Оклахома-Сіті Тандер        | 0  | 1  | .000  | 2012            | Жодного                 | Програли в Фіналі НБА Маямі Гіт у 5 матчах. |

### Діючі команди, які жодного разу не потрапляли до Фіналів
| Команда                                        | #Сезон | Засновані | Примітки |
| ---------------------------------------------- | ------ | --------- | --- |
| Баффало Брейвз/Сан-Дієго/Лос-Анджелес Кліпперс | 41     | 1970      | Потрапляли до 3 півфіналів Конференції як команда Брейвз, двічі — як Кліпперс: вперше в сезоні 2005-06, коли вони програли Фінікс Санз з рахунком в серії 4-3, вдруге — в сезоні 2011-12, коли вони програли Сан-Антоніо Сперс з рахунком в серії 4-0.                                                                             |
| Денвер Наггетс                                 | 35     | 1976      | Долучилися до НБА після 9 сезонів (1967–1976) в Американській Баскетбольній Асоціації. Денвер грав в за звання чемпіона АБА в 1976 році, але програв Нью-Йорк Нетс. Грали в Фіналі Конференції в 1978 році; програли Сієтл СуперСонікс. Грали в Фіналі Конференції 1985 та 2009 року; обидва рази програвали Лос-Анджелес Лейкерс. |
| Шарлот/Нью-Орлінс Горнетс                      | 23     | 1988      | Потрапляли до 4 півфіналів Конференції, коли команда базувалася в місті Шарлот, та один раз — коли команда базувалася в Новому Орлеані. |
| Міннесота Тімбервулвз                          | 22     | 1989      | Грали в Фіналі Конференцій 2004 року; програли Лос-Анджелес Лейкерс. |
| Ванкувер/Мемфіс Ґріззліс                       | 16     | 1995      | Пройшли до Півфіналу Західної Конференції в сезоні 2010-11, але програли Оклахома-Сіті Тандер, з рахунком в серії 4-3. |
| Торонто Репторз                                | 16     | 1995      | Пройшли до Півфіналу Конференції в сезоні 2000-01. |
| Шарлот Бобкетс                                 | 7      | 2004      | Пройшли до Плейоф НБА 2011 вперше за свою історію в сезоні 2009-10, але в чисту програли Орландо Меджик з рахунком в серії 4-0. |

### Не діючи команди НБА, які потрапляли до Фіналів
Статистика нижче скоріше відображає перемоги та поразки серій матчів, аніж окремих матчів серії.
| # | Команжа            | В | П | %     | Останній виступ | Останній здобутий титул | Примітки                                                                       |
| - | ------------------ | - | - | ----- | --------------- | ----------------------- | ------------------------------------------------------------------------------ |
| 1 | Балтімор Буллетс   | 1 | 0 | 1.000 | 1948            | 1948                    | Команда розпалася в 1954 році і не є тією ж, що і теперішні Вашингтон Візардс. |
| 1 | Чикаго Стагс       | 0 | 1 | .000  | 1947            | Жодного                 | Команда розпалася в 1950 році.                                                 |
| 1 | Вашингтон Кепіталс | 0 | 1 | .000  | 1949            | Жодного                 | Команда розпалася в 1951 році.                                                 |

### Команди які найчастіше зустрічалися в Фіналах
- 12 разів: Бостон Селтікс (9) проти Міннеаполіс/Лос-Анджелес Лейкерс (3)
- 6 разів: Міннеаполіс/Лос-Анджелес Лейкерс (5) проти Сіракуз Нейшиналс/Філадельфія Севенті-Сіксерс (1)
- 5 разів: Міннеаполіс/Лос-Анджелес Лейкерс (3) проти Нью-Йорк Нікс (2)
- 4 рази: Бостон Селтікс (3) проти Сент-Луїс/Атланта Гокс (1)
- 3 рази: Детройт Пістонс (2) проти Лос-Анджелес Лейкерс (1)
- 2 рази: Сієтл СуперСонікс (1) проти Вашингтон Буллетс/Візардс (1)
- 2 рази: Бостон Селтікс (2) проти Х'юстон Рокетс (0)
- 2 рази: Чикаго Буллз (2) проти Юта Джаз (0)
- 2 рази: Маямі Гіт (1) проти Даллас Маверікс (1)

### Індивідуальні ігрові рекорди
| 22  | Сан-Антоніо Сперс           | 16 | 6  | .727 | В чисту обіграли Кавальєрз в останню свою появу.                                                  |
| 35  | Чикаго Буллз                | 24 | 11 | .686 | 4-2 в останній серії проти Джаз.                                                                  |
| 6   | Балтімор Буллетс            | 4  | 2  | .667 | Команда розпалася.                                                                                |
| 11  | Мілвокі Бакс                | 7  | 4  | .636 | 3-4 в останній фінальній серії, програли Селтікс.                                                 |
| 122 | Бостон Селтікс              | 74 | 48 | .607 | Мають показник в 9-3 роти Лейкерс в фінальних серіях.                                             |
| 7   | Сакраменто Кінґс            | 4  | 3  | .571 | Як команда Рочестер Роялс. Цинциннаті Роялс та Канзас Сіті Кінґс ніколи не потрапляли до Фіналів. |
| 40  | Детройт Пістонс             | 22 | 18 | .550 | Включаючи 4-8 як команда Форт Вейн.                                                               |
| 31  | Голден-Стейт Ворріорс       | 17 | 14 | .548 | включаючи 10-6 як команда з Філадельфії та 3-8 як команда з Сан-Франциско.                        |
| 23  | Х'юстон Рокетс              | 12 | 11 | .522 | Переграли Меджик в своєму останньому Фіналі.                                                      |
| 167 | Лос-Анджелес Лейкерс        | 85 | 83 | .503 | включаючи 20-15 як команда з Міннеаполіса. 4-3 в останньому Фіналі проти Селтікс.                 |
| 18  | Сієтл СуперСонікс           | 9  | 9  | .500 | 3-4 в Фіналі 1978 року, 4-1 в Фіналі 1979 року, 2-4 в Фіналі 1996 року.                           |
| 12  | Даллас Маверікс             | 6  | 6  | .500 | Всі ігри проти Гіт.                                                                               |
| 17  | Маямі Гіт                   | 10 | 7  | .588 | Виграли Фінал НБА 2006 і Фінал НБА 2012.                                                          |
| 53  | Філадельфія Севенті-Сіксерс | 24 | 29 | .453 | Включаючи 9-11 як команда Сіракуз Нейшиналс.                                                      |
| 25  | Атланта Гокс**              | 11 | 14 | .440 | Як команда з міста Сент-Луїс.                                                                     |
| 48  | Нью-Йорк Нікс               | 20 | 28 | .417 | 1-4 в останньому Фіналі проти Сперс.                                                              |
| 17  | Портланд Трейл-Блейзерс     | 7  | 10 | .412 | 2-4 в останньому Фіналі проти Буллз.                                                              |
| 12  | Фінікс Санз                 | 4  | 8  | .333 | 2-4 в останньому Фіналі проти Буллз.                                                              |
| 12  | Юта Джаз                    | 4  | 8  | .333 | 2-4 в останніх двох Фіналах проти Буллз.                                                          |
| 6   | Індіана Пейсерз             | 2  | 4  | .333 | 2-4 в останньому і єдиному Фіналі проти Лейкерс.                                                  |
| 6   | Вашингтон Кепіталс          | 2  | 4  | .333 | Команда розпалася.                                                                                |
| 20  | Вашингтон Візардс           | 5  | 15 | .250 | Як команда Балтімор Буллетс (0-4) та Вашингтон Буллетс (5-11).                                    |
| 10  | Бруклін Нетс                | 2  | 8  | .200 | Як команда Нью-Джерсі Нетс. 2-4 останньому Фіналі проти Сперс.                                    |
| 5   | Чикаго Стагс                | 1  | 4  | .200 | Команда розпалася.                                                                                |
| 5   | Оклахома-Сіті Тандер        | 1  | 4  | .200 | Програли Маямі Гіт в 2012 році.                                                                   |
| 9   | Орландо Меджик              | 1  | 8  | .111 | 1-4 в останньому Фіналі проти Лейкерс.                                                            |
| 4   | Клівленд Кавальєрз          | 0  | 4  | .000 | В чисту програли Сперс.                                                                           |